# فورگووتسی
فورگووتسی (به بلغاری: Furgovtsi) یک منطقهٔ مسکونی در بلغارستان است که در شهرستان گابروو واقع شده‌است.